# Раквере (станция)
Ра́квере (эст. Rakvere raudteejaam) — железнодорожная станция в городе Раквере на линии Таллин — Нарва. Находится на расстоянии 103,9 км от Балтийского вокзала и 105,7 км от Нарвы. 

## История
Станция Раквере (официальное наименование — Везенберг) была принята в эксплуатацию в составе Балтийской железной дороги, построенной к 1870 году. Раквере была, наряду со станциями Гатчина и Нарва, одной из трёх станций II класса Балтийской дороги. Её классность определялась тем, что она находилась на расстоянии около 100 вёрст от Таллина — скорости движения поездов в то время требовали, чтобы через каждые 100 вёрст менялся паровоз. Станция имела депо для шести паровозов, кузницу, водонапорную башню объёмом в два раза больше, чем полагалось для станций III и IV классов. Само здание станции Раквере было большим и отличалось обстановкой от зданий станций классами ниже.

## Описание
На станции Раквере расположено два низких перрона. На станции останавливаются пассажирские поезда, следующие из Таллина в Нарву, Санкт-Петербург и Москву. Из Таллина в Раквере местный поезд идёт 1 час и 19 минут, международный — около 1 часа и 10 минут.